# Joseph Raymond Frenette
Pour les articles homonymes, voir Frenette.
Joseph Raymond Frenette, dit Ray Frenette (né le 16 avril 1935 à Beresford au Nouveau-Brunswick et mort le 13 juillet 2018 à Moncton), est un homme politique canadien.

## Biographie
Joseph Raymond Frenette est député libéral de la circonscription de Moncton-Est à l'Assemblée législative du Nouveau-Brunswick de 1974 à 1998, année où il prend sa retraite après un bref mandat en tant que premier ministre du Nouveau-Brunswick (14 octobre 1997 - 14 mai 1998).